# Odontolabis hitam
Odontolabis hitam là một loài bọ cánh cứng trong họ Lucanidae. Loài này được Nagai mô tả khoa học năm 1986.